# Holton (Somerset)
Holton – osada w Anglii, w hrabstwie Somerset, w dystrykcie (unitary authority) Somerset. Leży 47 km na południe od miasta Bristol i 170 km na zachód od Londynu. W 2002 miejscowość liczyła 225 mieszkańców.